# Цегляний стиль

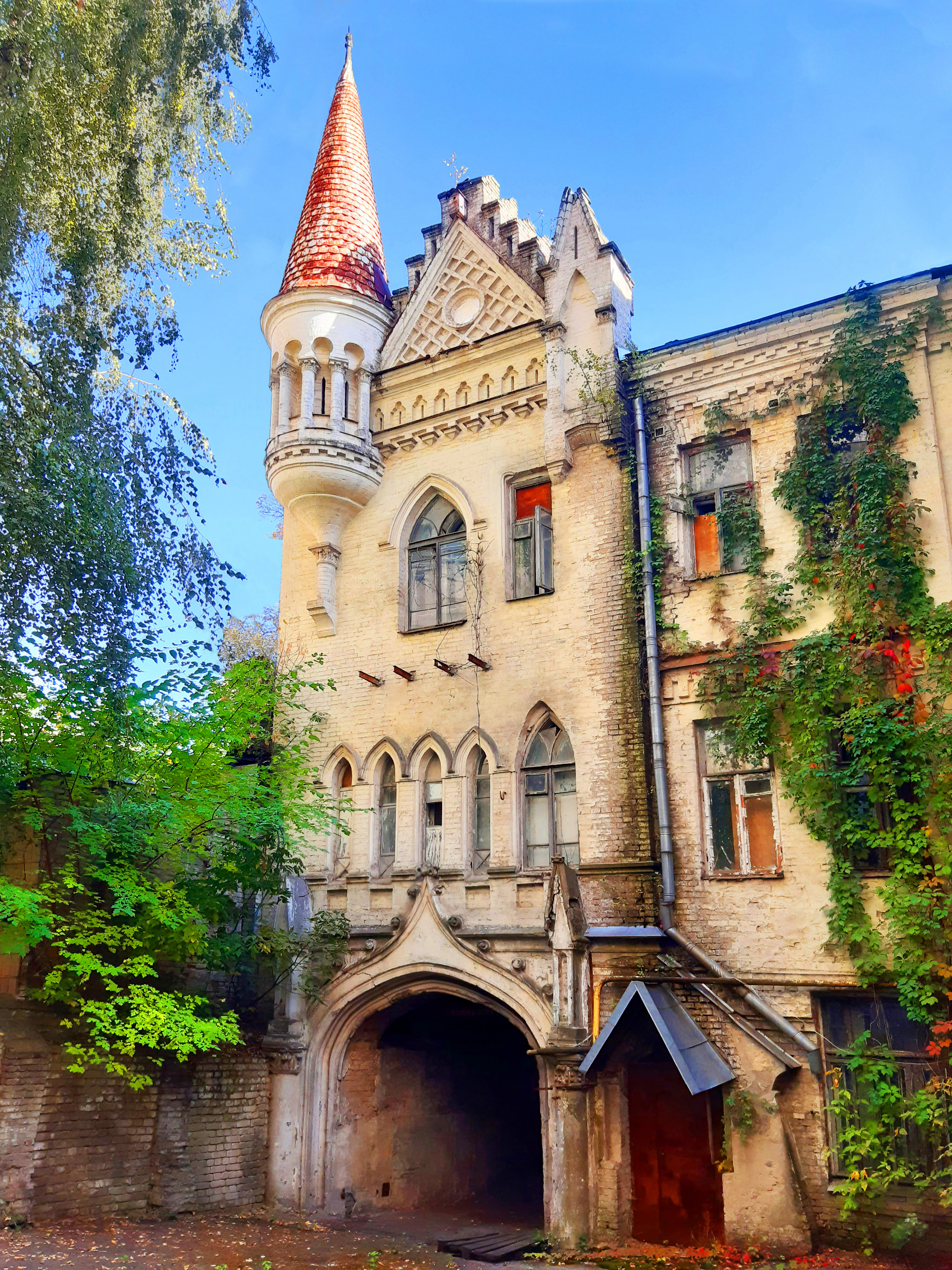
Замок барона (Київ)

«Цегляни́й стиль» — умовне позначення архітектури непотинькованих будівель доби історизму на зламі XIX — XX століття. Для «цегляного стилю» характерна заміна ліпних прикрас і тиньку декором з непотинькованої цегли.

## Термін
Термін застосовується для опису будівель, зведених із цегли у стилях раціонального модерну, неокласицизму, еклектизму тощо.
У більшості публікацій під «цегляним стилем» розуміється раціоналістична течія в архітектурі історизму. При відмові від тинькування декоративне значення набувала сама цегляна кладка: фасади викладалися з поліхромної цегли, глазурованої керамічної плитки, кахлів, теракотових вставок, нерідко використовувався природний камінь.

## Історія
Будівлі з непотинькованими фасадами зустрічалися вже на зламі XVIII–ХІХ століть. Це були переважно виробничі і складські споруди, казарми, паркові павільйони.
Проте оформлення архітектурного напрямку відносять до другої половини ХІХ сторіччі, коли цеглу почали використовувати не тільки як будівельний матеріал, а і як декор. На Заході у цьому стилі працювала низка архітекторів, зокрема нідерландський архітектор Гендрік Петрюс Берлаге (1856–1934). На його творчість вплинули неоромантична цегляна архітектура Генрі Річардсона та модерністська архітектура Луїса Доменека-і-Монтанера.

Цегляний стиль у світі
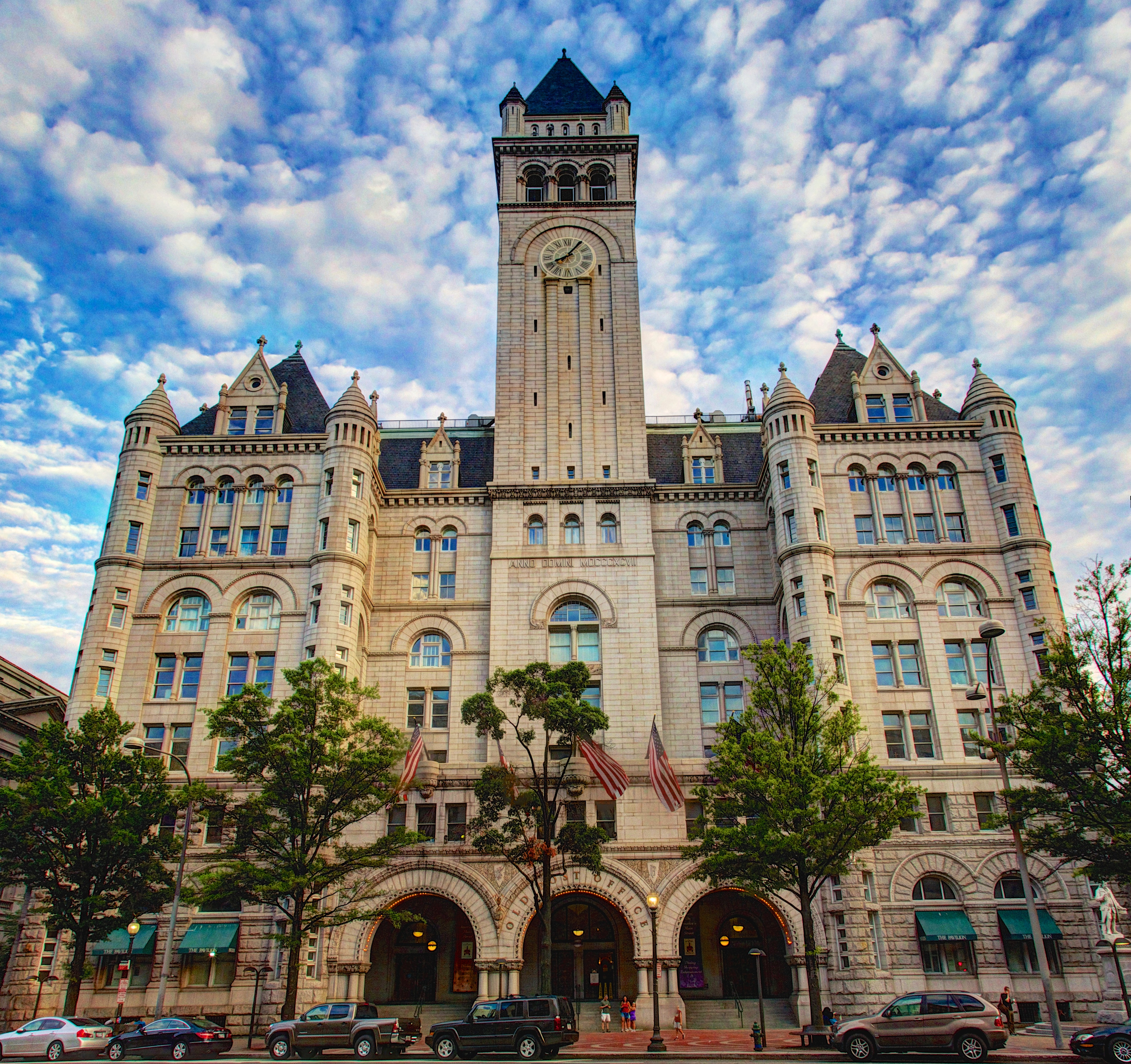
Будівля старого поштамту у Вашингтоні[en] (1892–1899) архітектора Віллоубі Едбрука[en]
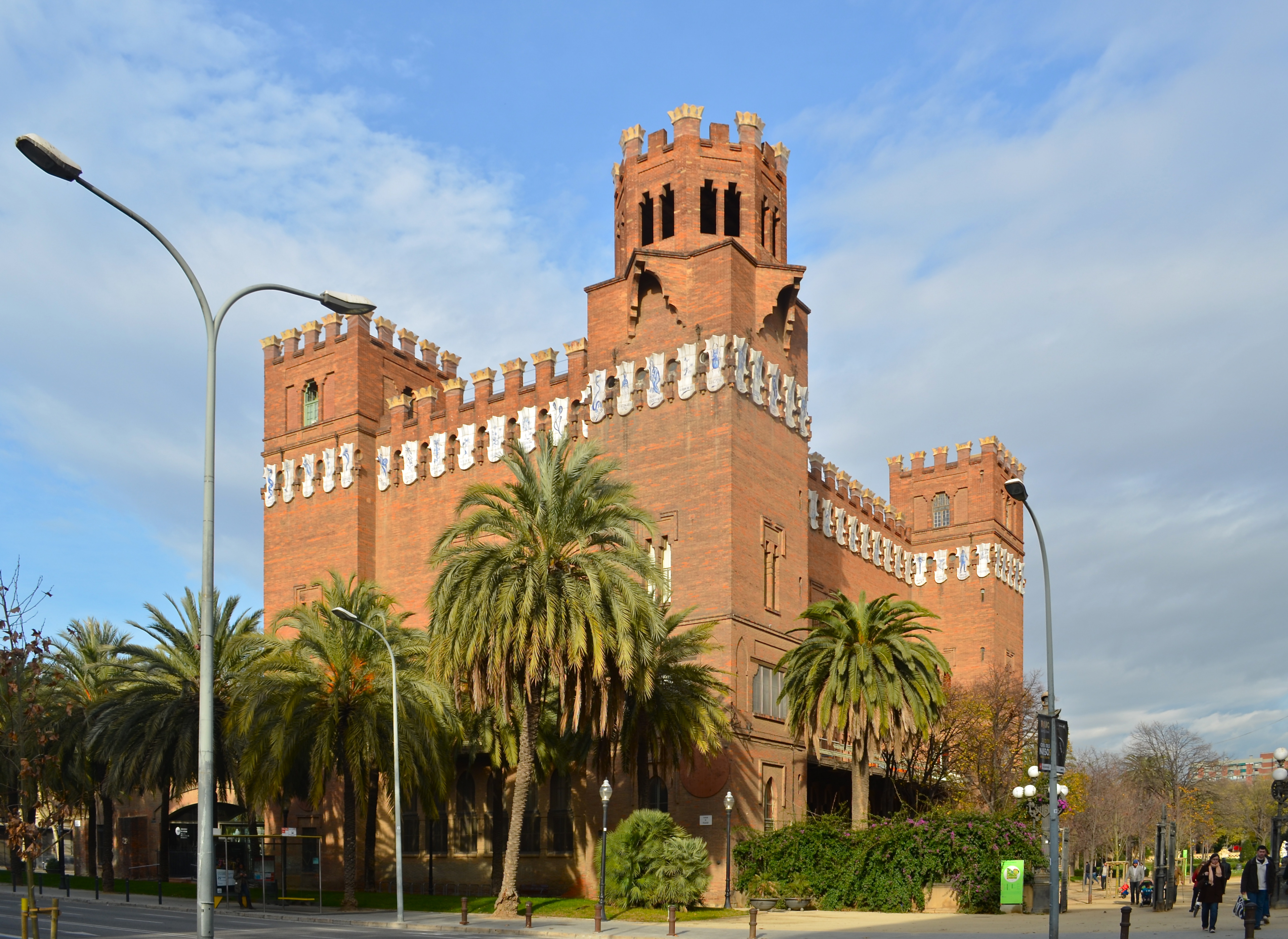
Луїс Доменек-і-Монтанер. Замок трьох драконів[en] у Барселоні (1887–1888)
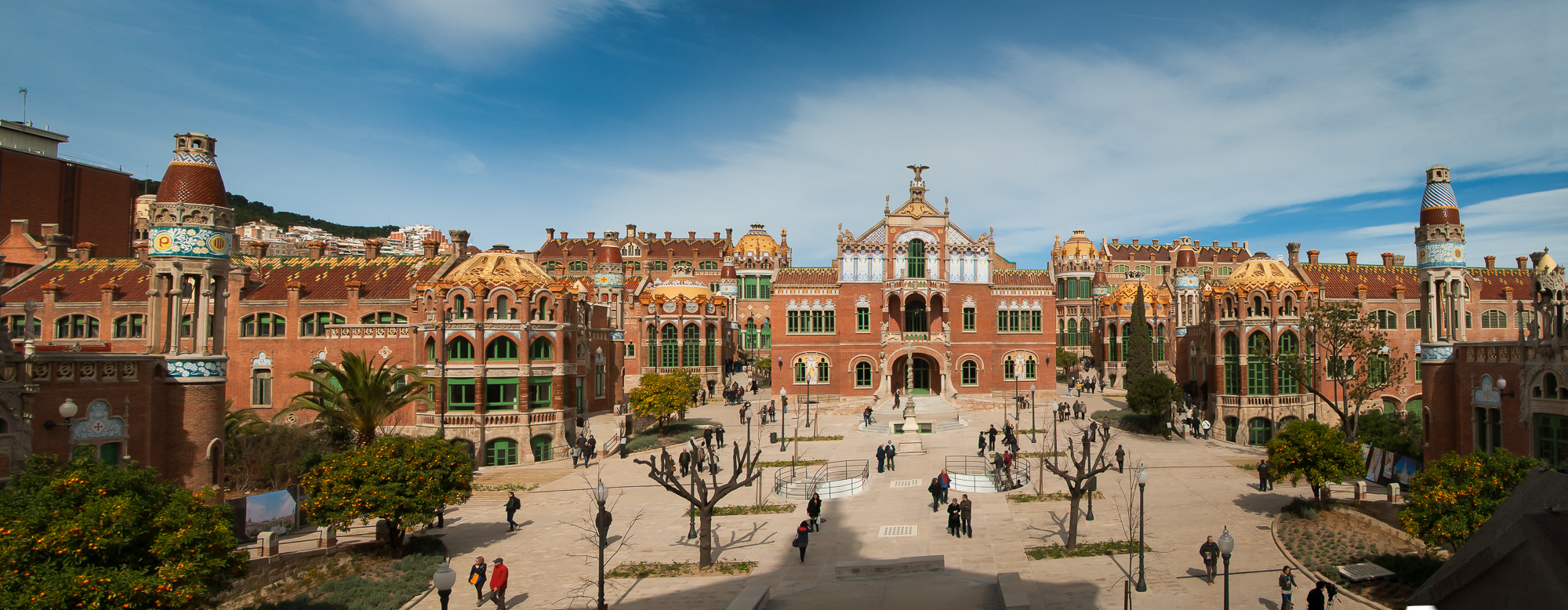
Луїс Доменек-і-Монтанер. Лікарня Сант-Пау в Барселоні (1901–1930)
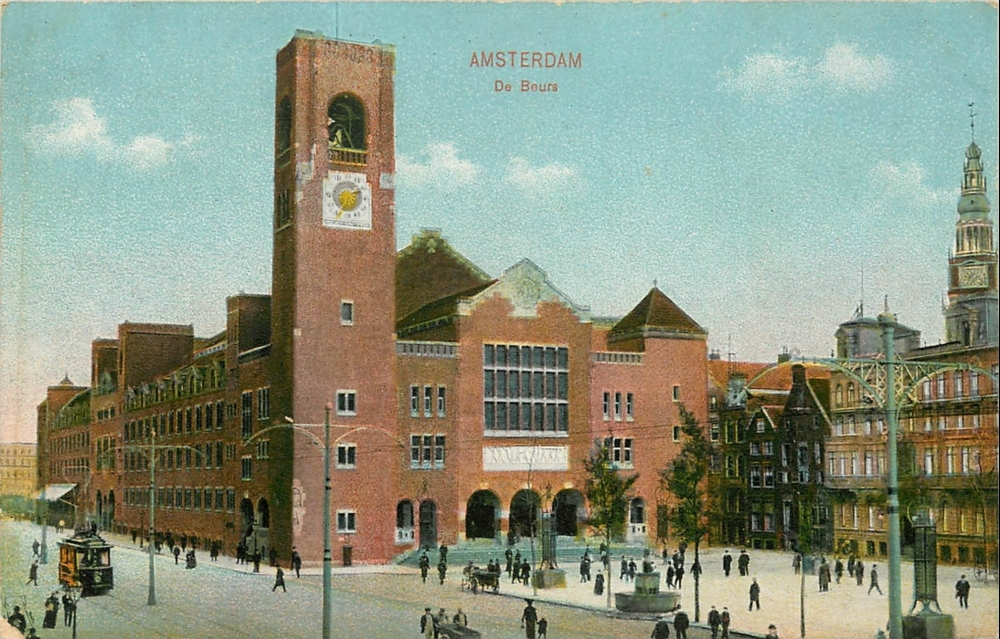
Гендрік Берлаге. Біржа Берлаге[en], Амстердам
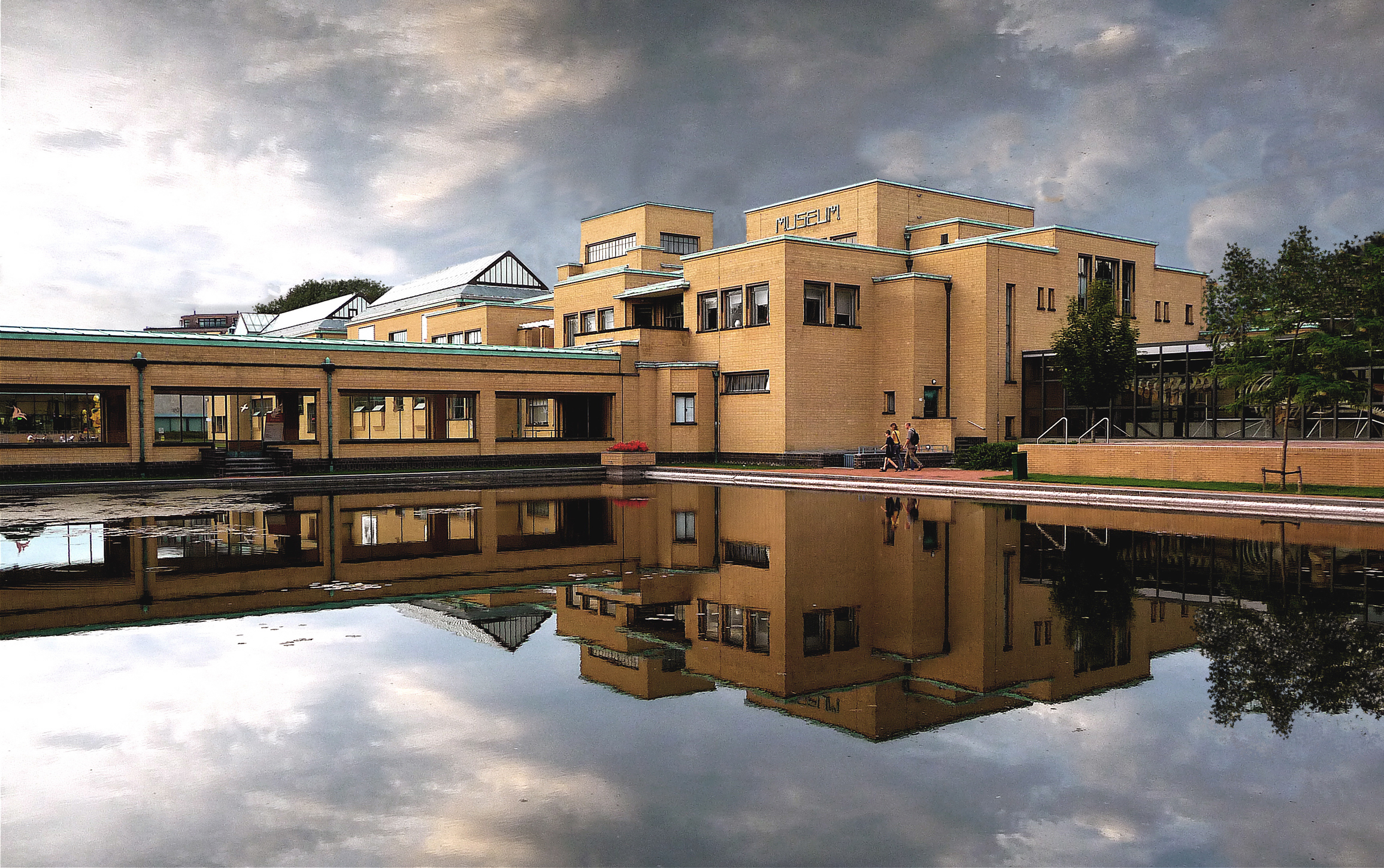
Гендрік Берлаге. Муніципальний музей, Гаага

У ХІХ сторіччі цегляний стиль поширився в Україні. З 1870-х років міста забудовуються багатоповерховими спорудами по периметру кварталів. Наприкінці ХІХ сторіччя архітектура житла стала головним містоформуючим чинником. Її розвиток на зламі ХІХ–ХХ століть проходив бурхливо. З'явилися нові архітектурні течії — історичні стилі (неоренесанс, необароко, неоготика) та їхнє поєднання (еклектика). Значного поширення набули раціоналістичні течії — стиль модерну і цегляний стиль, що пізніше трансформувався у функціоналізм.

Україна
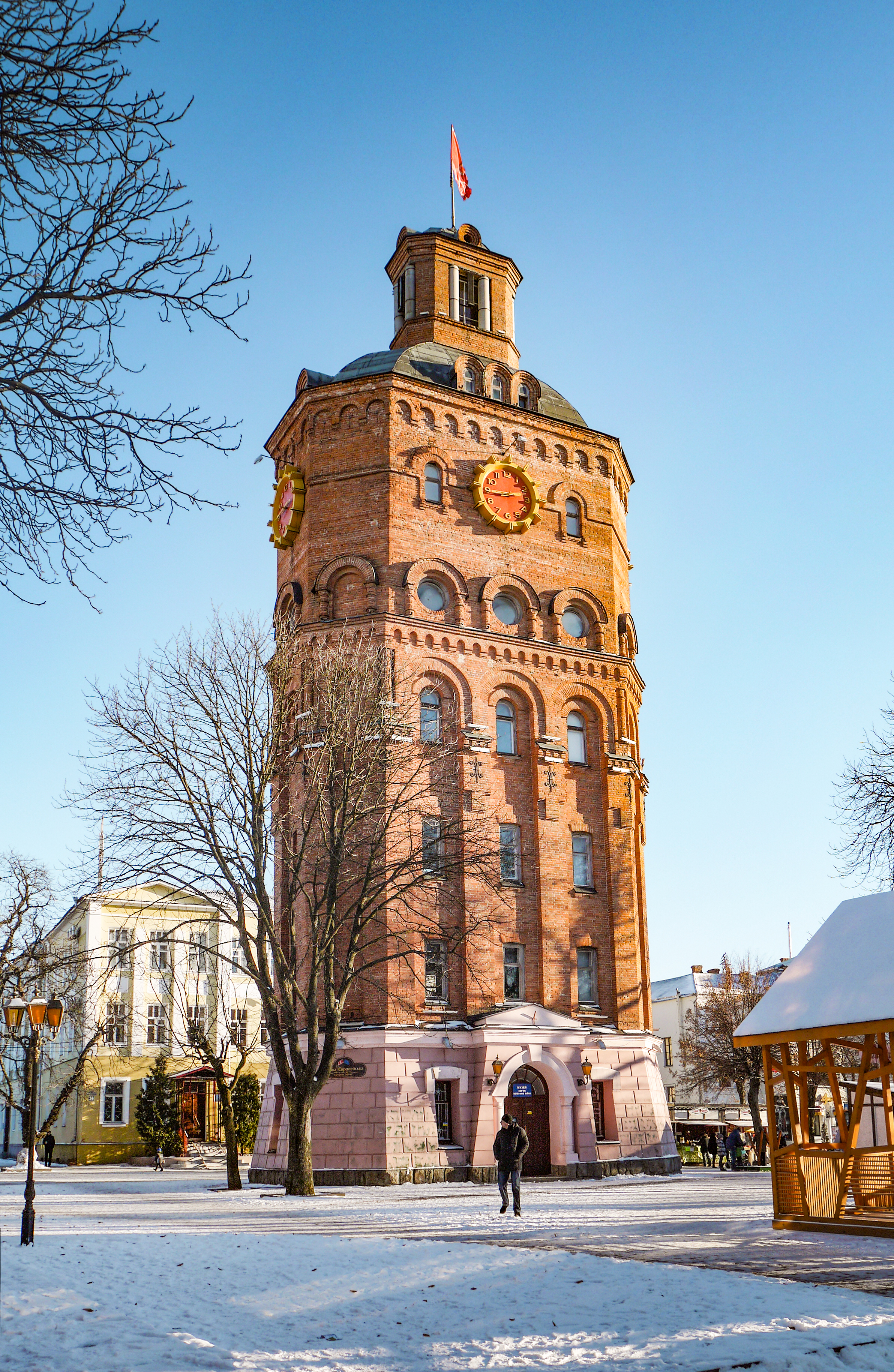
Водонапірна вежа, Вінниця
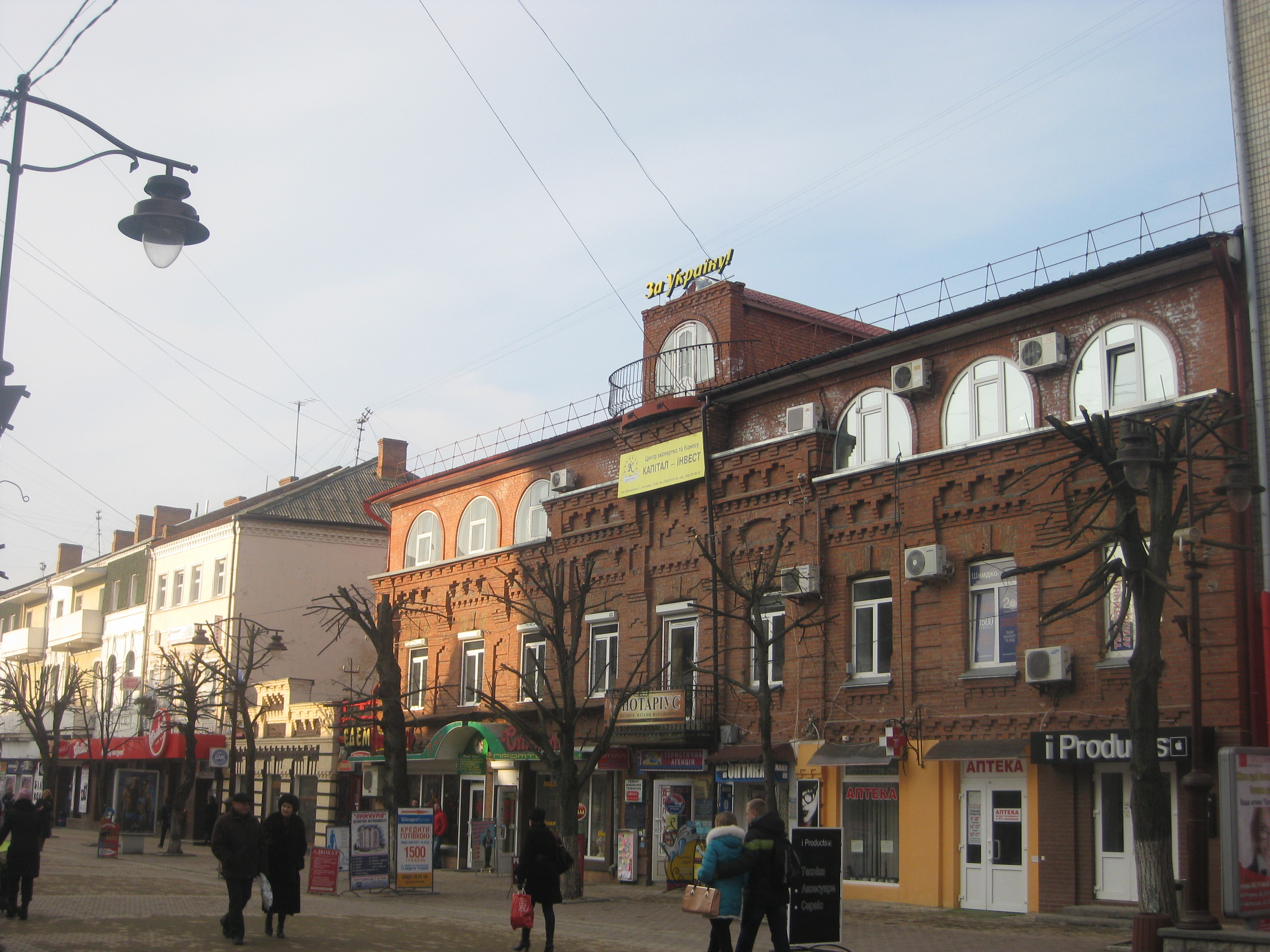
Будинок Журавльових, Хмельницький
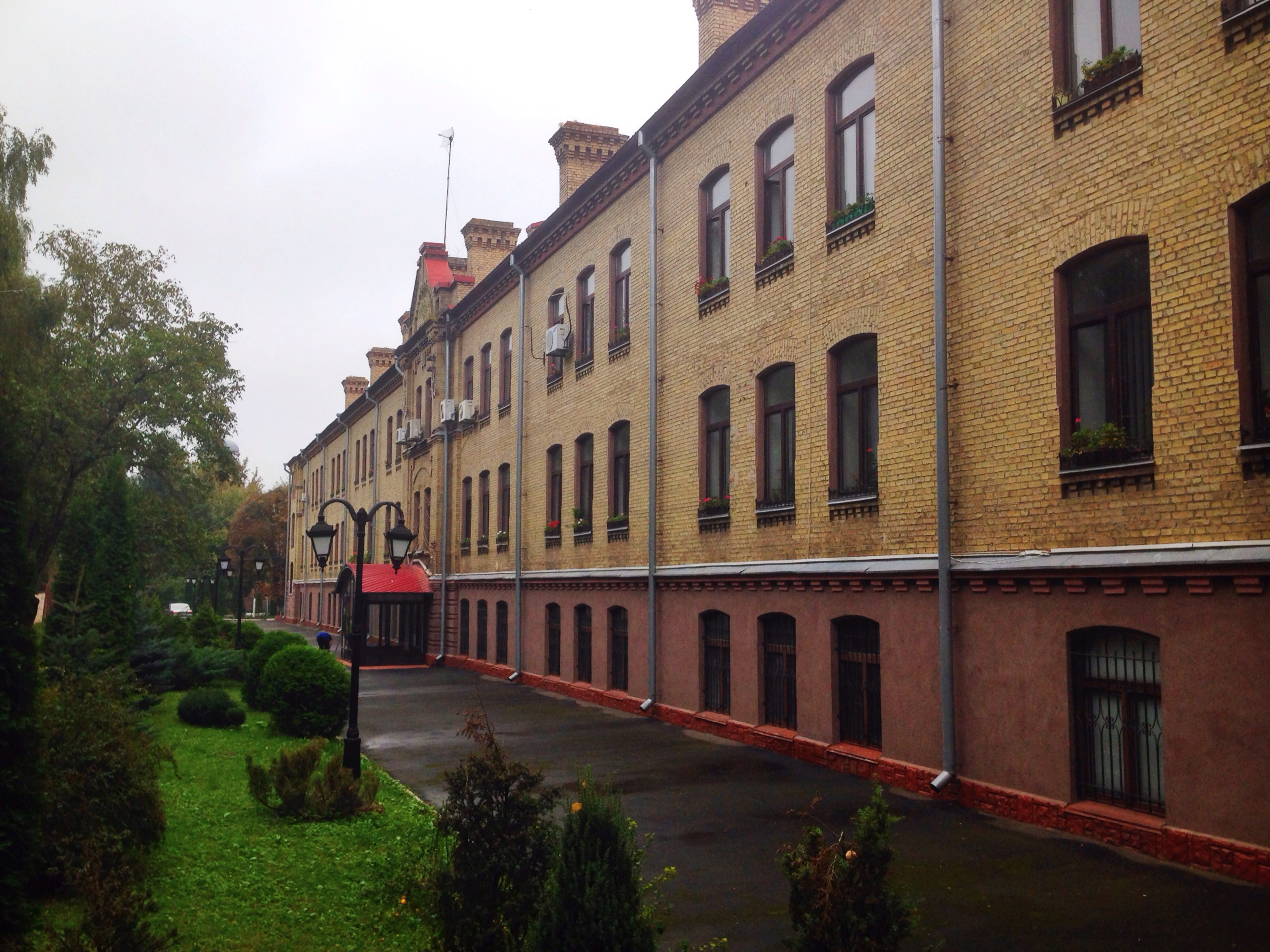
Гарнізонна казарма, Луцьк

У 1870-х роках у Києві зводять будинки без тиньку із чистим цегляним фасадом, одним із першим з яких став готель «Національ» на Бессарабці, побудований архітектором Володимиром Ніколаєвим у 1870 році (не зберігся). Тоді ж збудували залізничний вокзал, міський водогін 1870—1872 років, корпус № 10 (словолитня) Києво-Печерської лаври. Однією з найяскравіших будівель, зведених у цегляному стилі у 1870-х — 1880-х роках, став «Замок Фроммета». Надзвичайно просте планування поєднується із неймовірно виразним виглядом веж «англійської готики».

Київ
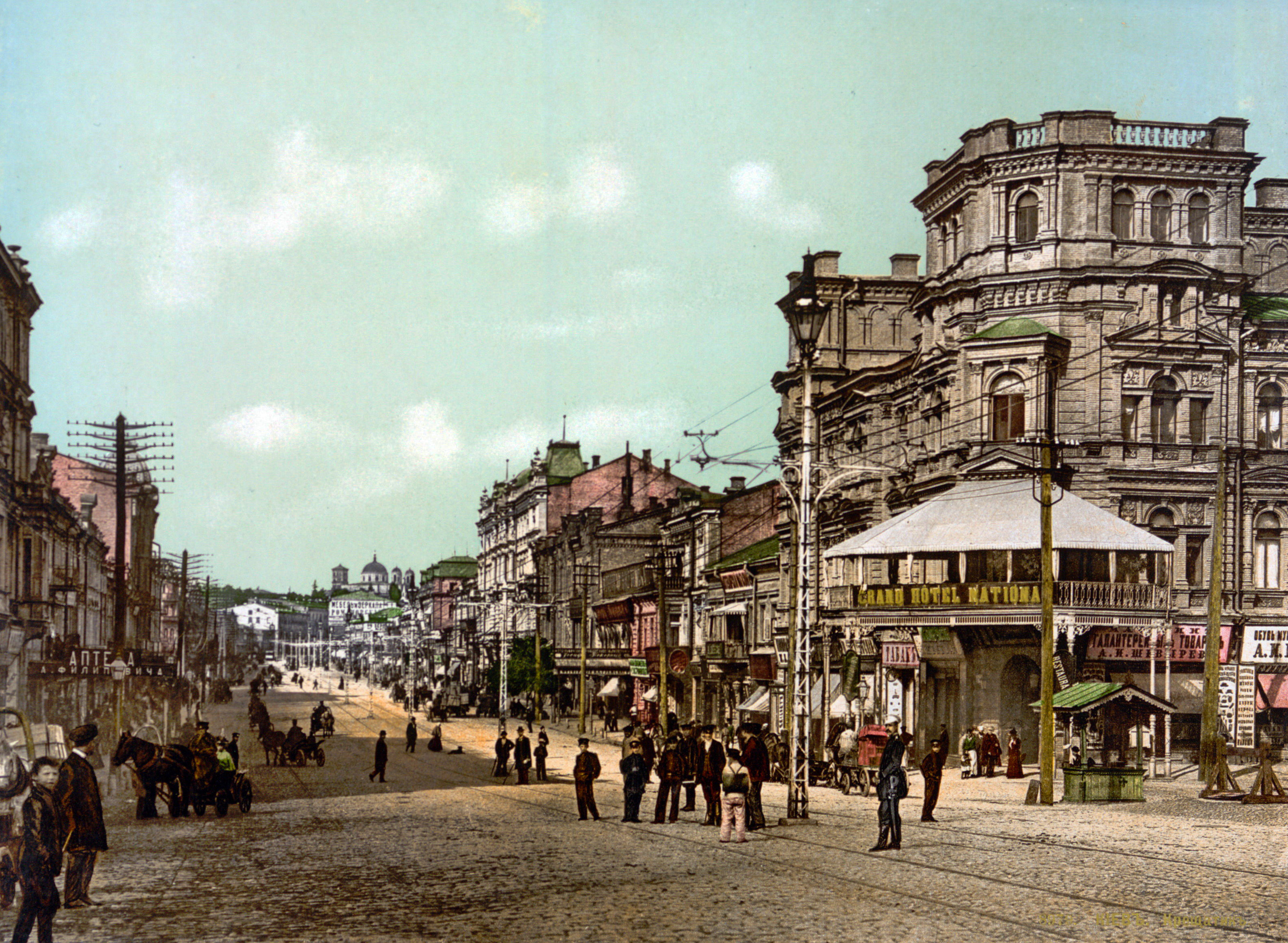
Готель «Національ» (справа)
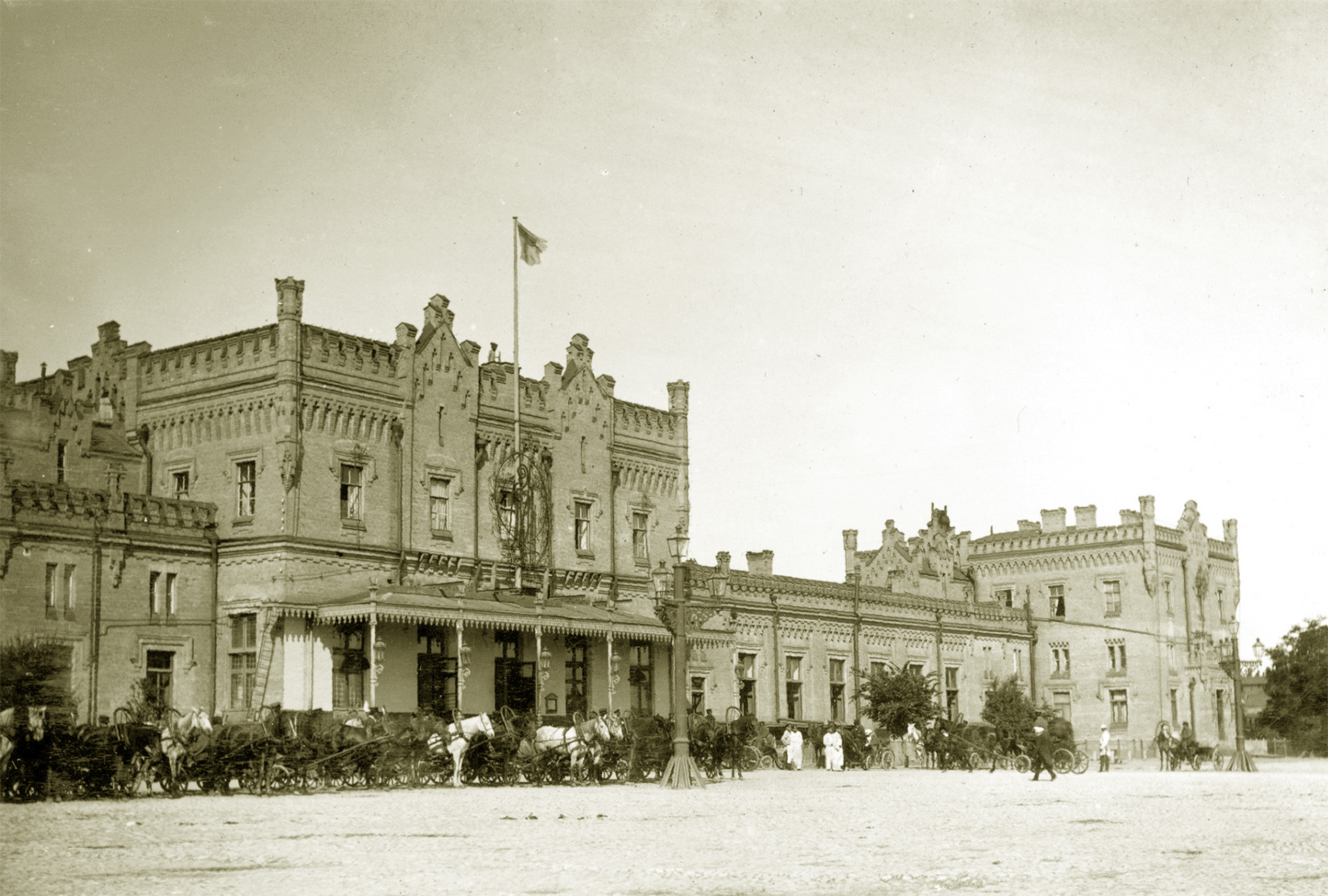
Цегляний стиль залізничного вокзалу
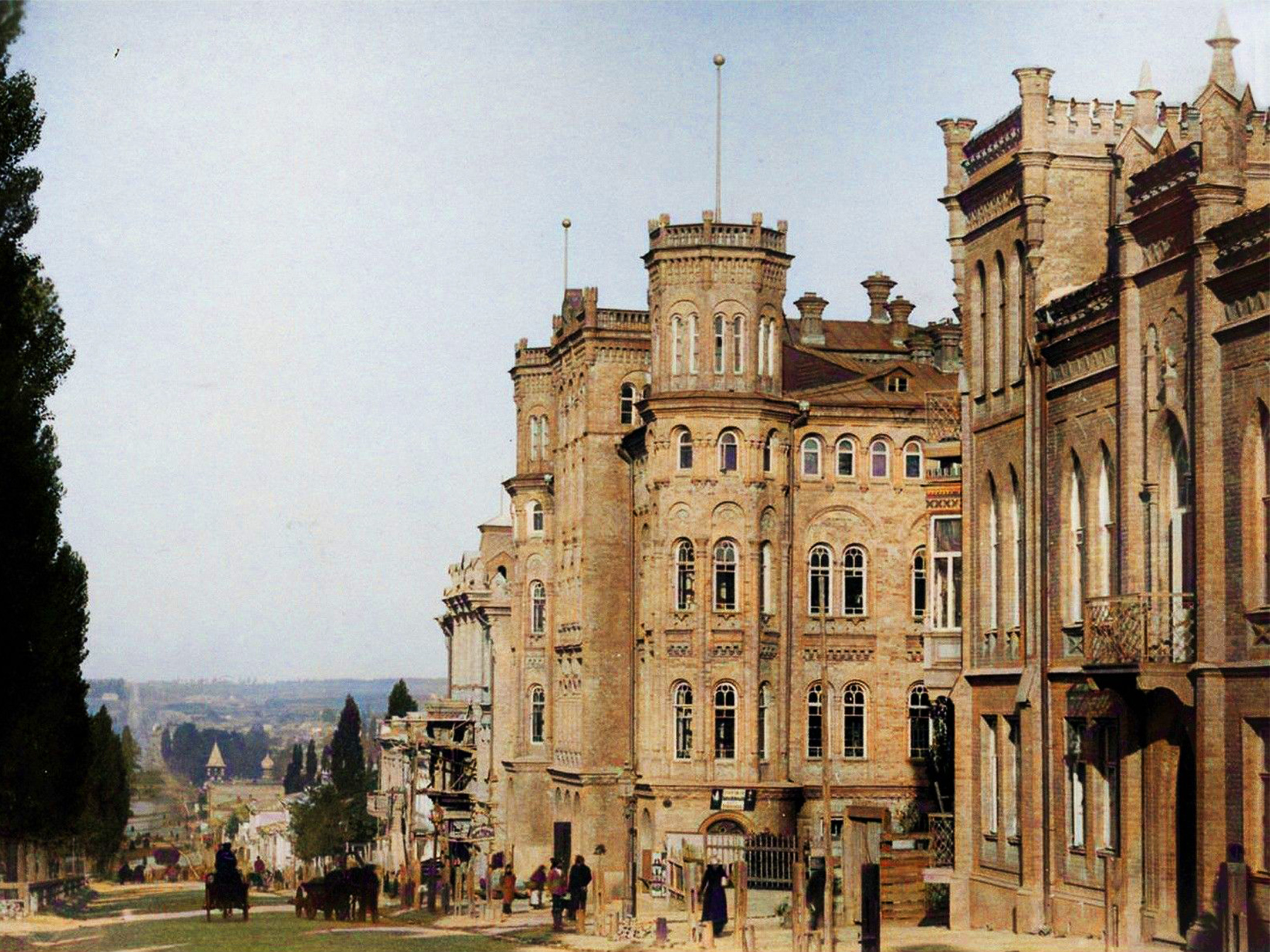
Цегляний «Замок Фроммета»

Інші міста україни
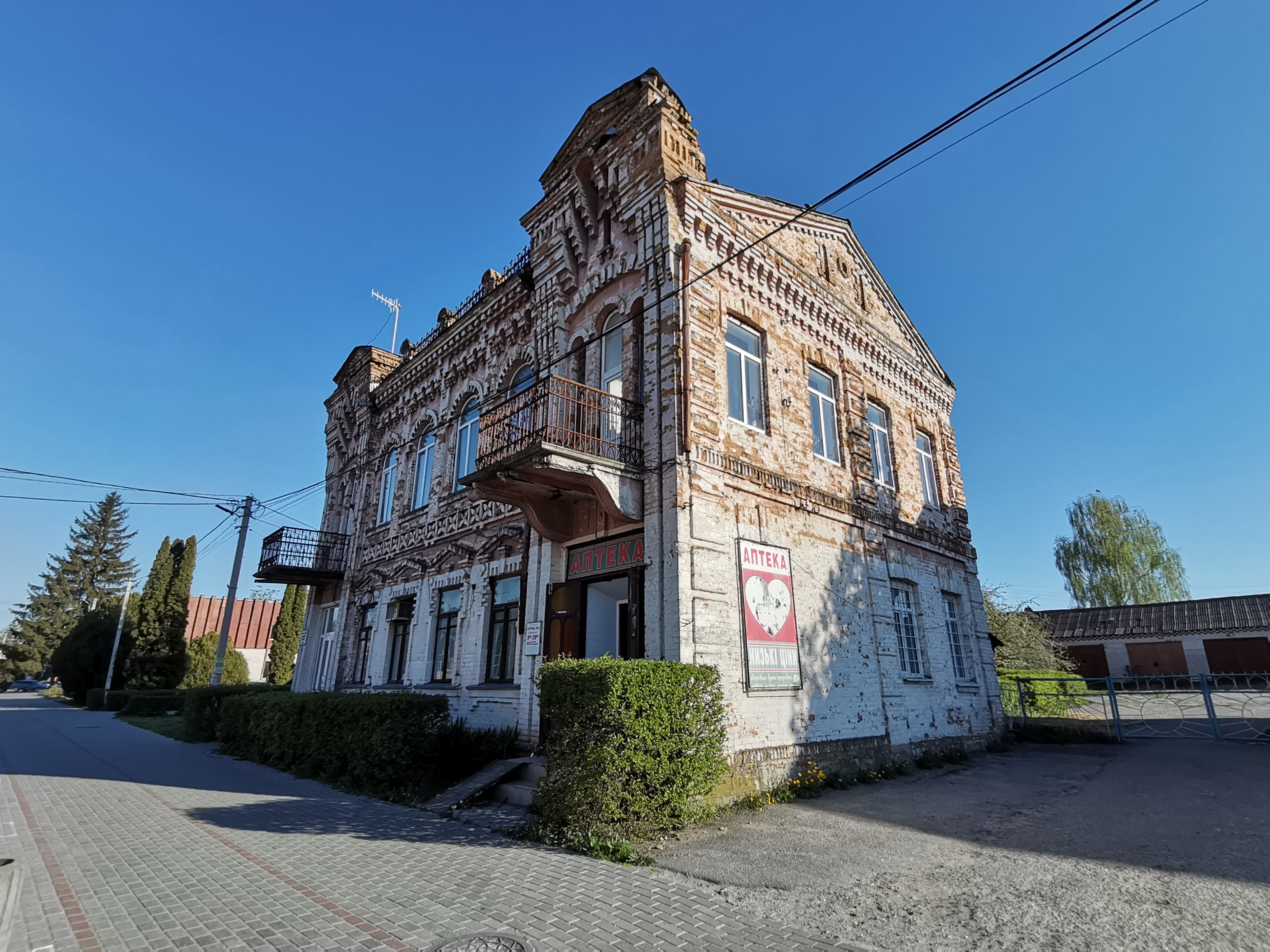
Колишня контора Полонських млинів (Полонне)
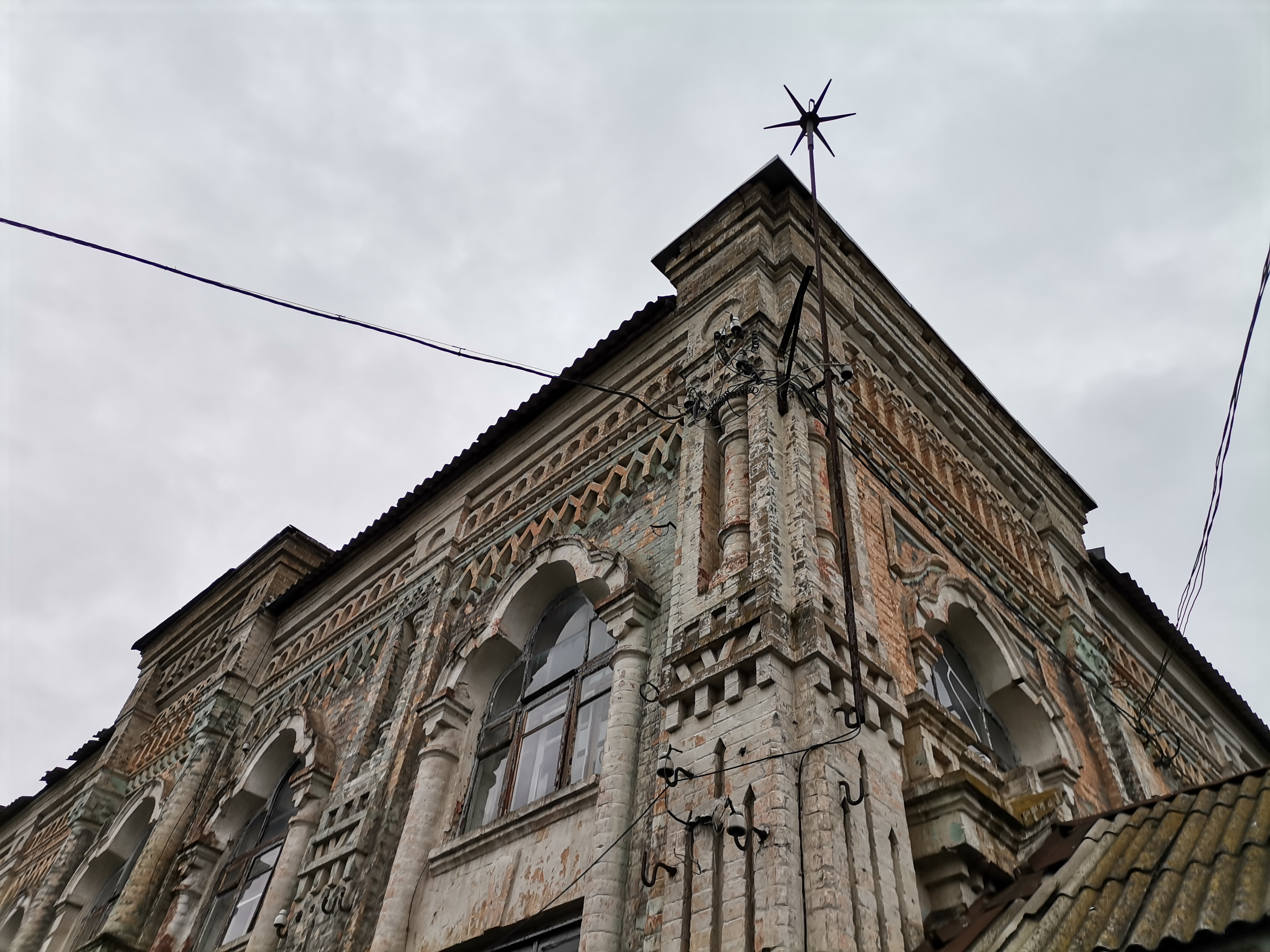
Синагога «Бейкер» (Васильків)

## Радянська доба

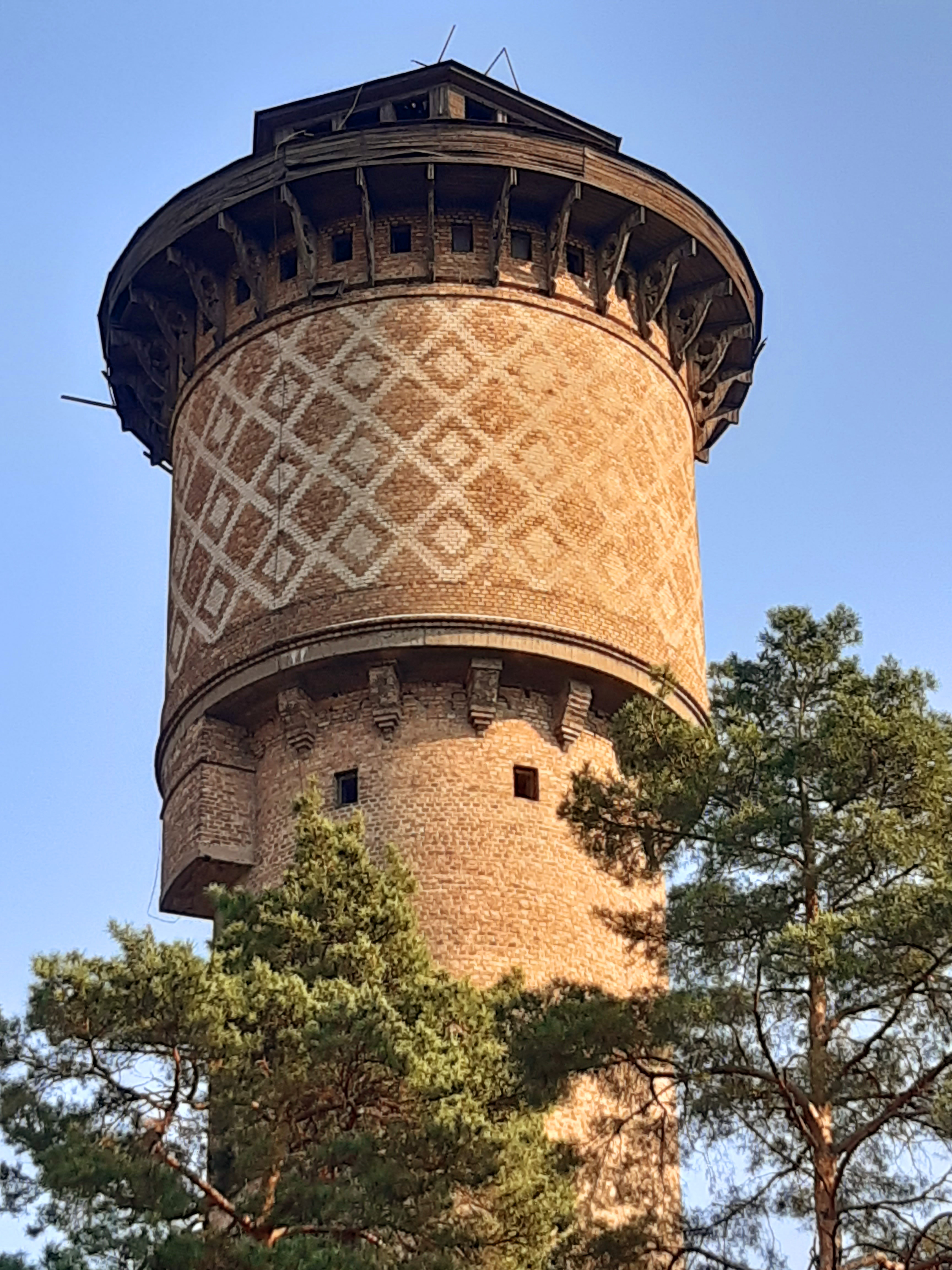
Цегляний орнамент водонапірної вежі. ДВРЗ (Київ), 1954

Фасади з червоної цегли без штукатурки будувалися у 1920-ті — 1930-ті роки. Споруди в масовій архітектурі житлових будинків вирішувалися спочатку в стилі спрощеного конструктивізму, а згодом у стилі «рядових» сталінських будинків, в першу чергу довоєнних. Після виходу постанови про боротьбу з «архітектурними надмірностями» в 1955 році до «надмірностей» була віднесена і штукатурка. Багато сталінських новобудов позбулися її. З цього моменту і до розвалу Радянського Союзу всі цегляні житлові будинки (хрущовки, брежневки тощо) і більшість інших споруд будувалися без штукатурки, представляючи собою типові функціональні «коробки» з наймасовішої білої силікатної цегли. У ряді випадків для прикраси фасадів з білої цегли поєднували кольорову, насамперед червону, викладаючи з неї окремі частини фасаду або настінні візерунки.